# Robbie Bina
Robert „Robbie“ Bina (* 4. Januar 1983 in Grand Forks, North Dakota) ist ein ehemaliger US-amerikanischer Eishockeyspieler, der im Verlauf seiner aktiven Karriere zwischen 2003 und 2019 unter anderem 436 Spiele für die Grizzlys Wolfsburg in der Deutschen Eishockey Liga (DEL) auf der Position des Verteidigers bestritten hat. Mit den Wolfsburgern wurde Bina dreimal Vizemeister.

## Karriere
Robbie Bina begann seine Karriere als Eishockeyspieler in der Juniorenmannschaft Bismarck Bobcats, für die er in der Saison 2001/02 in der America West Hockey League aktiv war. Anschließend spielte er ein Jahr lang für die Lincoln Stars in der United States Hockey League (USHL) und gewann mit seiner Mannschaft deren Meistertitel, den Clark Cup. Von 2003 bis 2008 studierte er an der University of North Dakota, für deren Eishockeymannschaft er parallel in der National Collegiate Athletic Association (NCAA) zum Einsatz kam, wobei er während der gesamten Saison 2005/06 verletzungsbedingt ausfiel.
In der Saison 2008/09 gab Bina sein Debüt im professionellen Eishockey für die Springfield Falcons aus der American Hockey League (AHL), wobei er parallel für deren Kooperationspartner Stockton Thunder in der ECHL spielte. Die folgende Spielzeit verbrachte der Verteidiger überwiegend bei den Las Vegas Wranglers in der ECHL und lief auf Leihbasis zweimal für die San Antonio Rampage in der AHL auf. In Las Vegas konnte er auf Anhieb überzeugen und erzielte in 27 Spielen fünf Tore und 17 Vorlagen für seine neue Mannschaft, woraufhin er für das ECHL All-Star Game auf Seiten der National Conference nominiert wurde. Im Januar 2010 entschied er sich jedoch zu einem Wechsel nach Europa zu den Stavanger Oilers und wurde im All-Star Team von Sasha Pokulok ersetzt. Mit den Stavanger Oilers wurde der Rechtsschütze am Saisonende Norwegischer Meister. Zu diesem Erfolg trug er vor allem in den Playoffs teil, als er in 18 Spielen 20 Scorerpunkte, davon vier Tore, erzielte. Anschließend wurde er in das All-Star Team der GET-ligaen gewählt.
Ab der Saison 2010/11 spielte Bina bei den Grizzly Adams Wolfsburg aus der Deutschen Eishockey Liga (DEL). Hier zeigte er konstant gute Leistungen und wurde von den Fans sowie der Lokalpresse ab 2012 mit dem Beinamen Mr. Zuverlässig ausgezeichnet. Sein Vertrag wurde in der Folge mehrfach verlängert und er errang mit den Wolfsburgern insgesamt drei Vizemeisterschaften. Nach acht Jahren in Wolfsburg erhielt Bina im Sommer 2018 keinen neuen Vertrag bei den Grizzlys. Der US-Amerikaner wechselte daraufhin für eine Spielzeit zu Asiago Hockey nach Italien und beendete im Anschluss seine aktive Karriere.

## Erfolge und Auszeichnungen
| - 2003 Clark-Cup-Gewinn mit den Lincoln Stars - 2008 WCHA Third All-Star Team - 2010 Norwegischer Meister mit den Stavanger Oilers - 2010 Wertvollster Spieler der GET-ligaen-Playoffs | - 2010 GET-ligaen All-Star Team - 2011 Deutscher Vizemeister mit den Grizzly Adams Wolfsburg - 2016 Deutscher Vizemeister mit den Grizzlys Wolfsburg - 2017 Deutscher Vizemeister mit den Grizzlys Wolfsburg |

## Karrierestatistik
(Legende zur Spielerstatistik: Sp oder GP = absolvierte Spiele; T oder G = erzielte Tore; V oder A = erzielte Assists; Pkt oder Pts = erzielte Scorerpunkte; SM oder PIM = erhaltene Strafminuten; +/− = Plus/Minus-Bilanz; PP = erzielte Überzahltore; SH = erzielte Unterzahltore; GW = erzielte Siegtore; 1 Play-downs/Relegation; Kursiv: Statistik nicht vollständig)